# جزیره تاد (ساسکاچوان)
جزیره تاد (به انگلیسی: Todd Island) یک جزیره غیر مسکونی در کانادا است که در ساسکاچوان واقع شده‌است. جزیره تاد ۰ نفر جمعیت دارد.